# Derde Archbold-expeditie

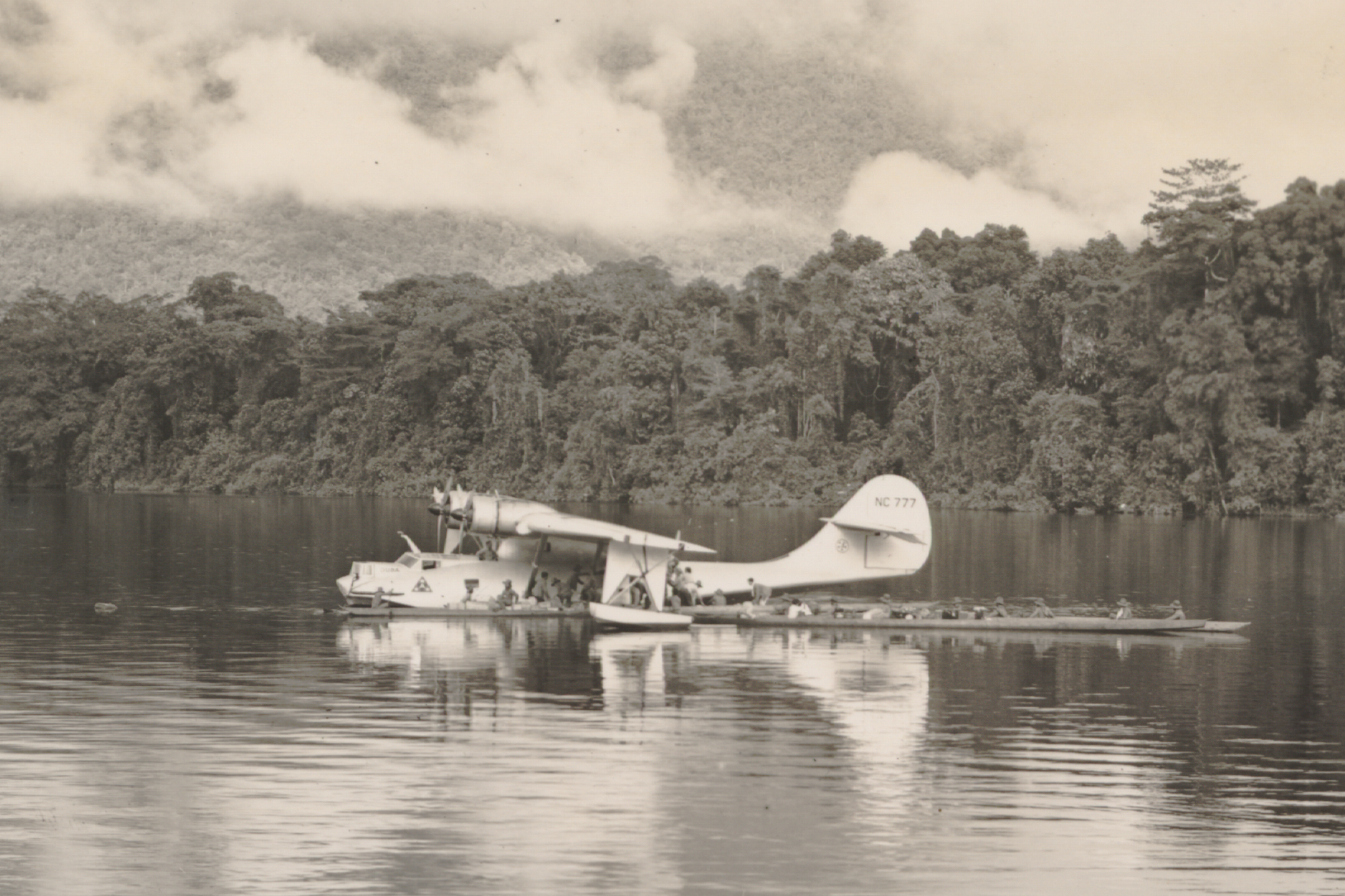
Uitladen van de Guba met Dajak kano 's bij het Bernhardkamp van de Archbold expeditie op de Meervlakte

Archbold-expeditie in de Baliemvallei

De Derde Archbold-expeditie was een wetenschappelijke expeditie die plaatsvond van april 1938 tot mei 1939 in Nederlands-Nieuw-Guinea.
De expeditie onder auspiciën van de zoölogische afdeling van het American Museum of Natural History werd gefinancierd en geleid door de Amerikaanse filantroop en zoöloog Richard Archbold. Archbold werd geassisteerd door ornitholoog Austin L. Rand.
De expeditie vond plaats met een vliegboot, de Guba, van het destijds nieuwe type Consolidated PBY Catalina waarvan Archbold het eerste civiele exemplaar bemachtigde. Een watervliegtuig bleek ook bij zijn vorige expeditie van nut te zijn voor de aanvoer van voedsel.
Er werden vanuit Hollandia twee basiskampen opgezet. Het Bernhardkamp bij het Archboldmeer in de buurt van de rivier de Hablifuri in de Meervlakte. Het Habbemakamp werd bij het Habbemameer op 3225 meter hoogte opgezet bij de Wilhelminatop. Tussen de twee basiskampen werd succesvol een voetverbinding opgezet over de Baliemvallei.

## Expeditieleden
Voor de expeditie werden 73 Dajaks uit Borneo als drager ingehuurd. De Nederlandse overheid droeg bij aan deze gezamenlijke expeditie en stelde 56 militairen ter beschikking onder leiding van Carel Gerrit Jan Teerink (zie Lonchura teerinki).
Het entomologisch onderzoek stond onder leiding van entomoloog Lambertus Johannes Toxopeus. Planten werden verzameld door Leonard John Brass. Aanvankelijk nam Ebertus Meijer Drees deel uit van het team als bosbouwkundige. William Bebb Richardson ging mee als zoöloog en beschrijver van de botanische vondsten.

## Resultaten
Tijdens een verkenningsvlucht op 23 juni 1938 werd in de hooglanden de Baliemvallei met een daar agrarische Dani-bevolking van naar schatting 60.000 mensen ontdekt. De verborgen vallei bleek het dichtstbevolkte gebied van Nieuw-Guinea.
De landing destijds op het Habbemameer was de hoogste opstijging tot dan toe in ijle lucht van een watervliegtuig. De vlucht met dit vliegtuig naar en van de expeditie werd als circumnavigatie uitgevoerd die breed uitgemeten werd in de pers. Na terugkeer in New York werd het vliegtuig tentoongesteld op de Wereldtentoonstelling van 1939 in New York.

### Dieren
Er werden 4000 vogels verzameld. De expeditie leverde de ontdekking op van verscheidene vogel- en knaagdiersoorten. Het betrof onder meer:
- Mamberamolederkop
- Archbolds prieelvogel
- Paraleptomys wilhelmina
- Pogonomelomys brassi
- Microhydromys richardsoni
- Bergbeverrat
- Coccymys ruemmleri
- Micromurexia habbema
- Xenuromys

### Planten
Er werden 6.000 planten verzameld die werden opgenomen in het Arnold Arboretum. Ook in Queensland Herbarium en in 's Lands Plantentuin te Buitenzorg zijn planten terechtgekomen.

### Insecten
Naast een grote zoölogische collectie in het AMNH zijn geprepareerde insecten opgenomen in de collectie van Naturalis.